# 10352 Kawamura
10352 Kawamura è un asteroide della fascia principale. Scoperto nel 1992, presenta un'orbita caratterizzata da un semiasse maggiore pari a 2,5773886 UA e da un'eccentricità di 0,1857798, inclinata di 12,46955° rispetto all'eclittica.